# تپه احمد مرده (۱)
تپه احمد مرده (۱) مربوط به عصر مفرغ - دوره هخامنشی - دوره سلوکیان است و در شهرستان دورود، بخش مرکزی، دهستان ژان، ۴۰۰ متری جنوب شرق روستای دریژان علیا واقع شده و این اثر در تاریخ ۲۸ شهریور ۱۳۸۶ با شمارهٔ ثبت ۱۹۵۶۴ به‌عنوان یکی از آثار ملی ایران به ثبت رسیده است.